# 弘田三枝子 グレイテスト・ヒッツ Go Go MICO
『弘田三枝子 グレイテスト・ヒッツ Go Go MICO』（ひろたみえこ グレイテスト・ヒッツ ゴー・ゴー・ミコ）は、2015年12月16日に発売された弘田三枝子のベスト・アルバムである。

## 概要
デビュー55周年を記念して発売されたオールタイム・ベスト。

## 収録曲

### Disc1
1. 人形の家
2. 私が死んだら
3. 渚のうわさ
4. 枯葉のうわさ
5. 涙のドライヴ
6. 渚の天使
7. 燃える手
8. ロダンの肖像
9. できごと
10. バラの革命
11. この大空に捨ててしまおう
12. 花の咲く朝
13. 蝶(ちょう)の雨
14. マイ・メモリィ
15. 恋のクンビア
16. 夢みる乙女
17. 世界の国からこんにちは
18. レオのうた
19. 『ドーベルマン刑事(デカ)』のテーマ
20. 悲しい恋をしてきたの
21. 人形の家（英語）
22. 道

### Disc2
1. ショー・タイム
2. 砂に消えた涙
3. 子供ぢゃないの
4. ヴァケーション
5. 渚のデイト
6. 想い出の冬休み
7. 私のベイビー
8. ナポリは恋人
9. 可愛いマリア
10. 君に涙とほゝえみを
11. 夢みるシャンソン人形
12. そよ風に乗って
13. アイドルを探せ
14. 踊り明かそう
15. トゥナイト
16. パフ
17. ロックン・ロール・ララバイ
18. ボビーに首ったけ
19. 肩にほほをうずめて
20. 落葉のコンチェルト
21. いそしぎ
  - HINO＆MIKO名義
22. イエスタデイ・ワンス・モア
23. マイ・ウェイ